# AFC Ajax in het seizoen 1971/72
Ajax speelde in het seizoen 1971/72 in de Eredivisie. Ajax eindigde de competitie op een eerste plaats en wist tevens de Europacup I en de KNVB beker te winnen.

## Eindstand
| pos | club     | gs | w  | g | v | pnt | dv  | dt | ds  |
| --- | -------- | -- | -- | - | - | --- | --- | -- | --- |
| 1.  | AFC Ajax | 34 | 30 | 3 | 1 | 63  | 104 | 20 | +84 |

## Wedstrijden

### Eredivisie
| Tegenstander    | Thuis | Uit |
| --------------- | ----- | --- |
| FC Den Bosch    | 5-0   | 1-0 |
| FC Den Haag     | 1-0   | 2-1 |
| DWS             | 2-0   | 2-0 |
| Excelsior       | 1-0   | 4-0 |
| Feyenoord       | 2-1   | 5-1 |
| Go Ahead Eagles | 4-1   | 2-3 |
| FC Groningen    | 7-0   | 0-0 |
| MVV             | 8-0   | 3-0 |
| NAC             | 5-0   | 5-2 |
| NEC             | 1-0   | 1-0 |
| PSV             | 4-1   | 1-1 |
| Sparta          | 2-1   | 1-1 |
| Telstar         | 5-2   | 2-1 |
| FC Twente '65   | 1-0   | 2-0 |
| FC Utrecht      | 4-0   | 3-2 |
| Vitesse         | 12-1  | 3-1 |
| Volendam        | 2-0   | 1-0 |

In de tweede en derde kolom staan de uitslagen. De doelpunten van Ajax worden het eerst genoemd.

### Europacup I
| Ronde        | Thuis                        | Res.    | Uit                          | Doelpunten Ajax                           |
| ------------ | ---------------------------- | ------- | ---------------------------- | ----------------------------------------- |
| Eerste ronde | AFC Ajax Dynamo Dresden      | 2-0 0-0 | Dynamo Dresden AFC Ajax      | Swart en Keizer -                         |
| Tweede ronde | Olympique Marseille AFC Ajax | 1-2 4-1 | AFC Ajax Olympique Marseille | Keizer en Cruijff (2 keer), Swart en Haan |
| Kwartfinale  | AFC Ajax Arsenal FC          | 2-1 0-1 | Arsenal FC AFC Ajax          | G. Mühren (2 keer) eigen doelpunt Graham  |
| Halve finale | AFC Ajax Benfica             | 1-0 0-0 | Benfica AFC Ajax             | Swart -                                   |
| Finale       | AFC Ajax                     | 2-0     | Internazionale               | Cruijff (2 keer)                          |

### KNVB Beker
| Ronde        | Thuis    | Res. | Uit             | Doelpunten Ajax                                                                      |
| ------------ | -------- | ---- | --------------- | ------------------------------------------------------------------------------------ |
| Eerste ronde | AFC Ajax | 8-3  | PEC Zwolle      | Swart, Cruijff (beiden 2 keer), G. Mühren, eigen doelpunt Rorije, Keizer en Neeskens |
| Tweede ronde | AFC Ajax | 3-0  | Go Ahead Eagles | Haan, Swart en Hulshoff                                                              |
| Kwartfinale  | AFC Ajax | 1-0  | NEC             | Keizer                                                                               |
| Halve finale | AFC Ajax | 2-0  | Volendam        | Van Dijk en Neeskens                                                                 |
| Finale       | AFC Ajax | 3-2  | FC Den Haag     | Cruijff, G. Mühren en Keizer                                                         |

## Spelers

### Wedstrijden
| Speler            | Eredivisie | KNVB Beker | Europacup | Totaal |
| ----------------- | ---------- | ---------- | --------- | ------ |
| Horst Blankenburg | 33         | 4          | 9         | 46     |
| Johan Cruijff     | 32         | 4          | 9         | 45     |
| Dick van Dijk     | 23         | 2          | 5         | 30     |
| Arie Haan         | 33         | 5          | 9         | 47     |
| Barry Hulshoff    | 32         | 5          | 9         | 47     |
| Piet Keizer       | 31         | 5          | 9         | 45     |
| Gerrie Kleton     | 1          | 1          | 0         | 2      |
| Ruud Krol         | 33         | 5          | 9         | 47     |
| Arnold Mühren     | 9          | 3          | 0         | 12     |
| Gerrie Mühren     | 28         | 4          | 9         | 41     |
| Johan Neeskens    | 28         | 5          | 9         | 41     |
| Johnny Rep        | 9          | 0          | 2         | 11     |
| Heinz Schilcher   | 12         | 2          | 2         | 16     |
| Heinz Stuy        | 32         | 5          | 9         | 45     |
| Wim Suurbier      | 25         | 5          | 6         | 36     |
| Ruud Suurendonk   | 6          | 0          | 2         | 8      |
| Sjaak Swart       | 33         | 5          | 8         | 46     |
| Sies Wever        | 2          | 0          | 0         | 2      |

### Doelpunten
| Speler            | Eredivisie | KNVB Beker | Europacup | Totaal |
| ----------------- | ---------- | ---------- | --------- | ------ |
| Horst Blankenburg | 0          | 0          | 0         | 0      |
| Johan Cruijff     | 24         | 3          | 5         | 32     |
| Dick van Dijk     | 16         | 1          | 0         | 17     |
| Arie Haan         | 4          | 1          | 1         | 6      |
| Barry Hulshoff    | 5          | 1          | 0         | 6      |
| Piet Keizer       | 14         | 3          | 2         | 19     |
| Gerrie Kleton     | 0          | 0          | 0         | 0      |
| Ruud Krol         | 0          | 0          | 0         | 0      |
| Arnold Mühren     | 2          | 0          | 0         | 2      |
| Gerrie Mühren     | 9          | 2          | 2         | 13     |
| Johan Neeskens    | 10         | 2          | 0         | 12     |
| Johnny Rep        | 1          | 0          | 0         | 1      |
| Heinz Schilcher   | 1          | 0          | 0         | 1      |
| Heinz Stuy        | 0          | 0          | 0         | 0      |
| Wim Suurbier      | 1          | 0          | 0         | 1      |
| Ruud Suurendonk   | 1          | 0          | 0         | 1      |
| Sjaak Swart       | 11         | 3          | 3         | 17     |
| Sies Wever        | 0          | 0          | 0         | 0      |

Gerrie Kleton en Johnny Rep werden vanuit Jong Ajax toegevoegd aan de selectie.

## Transfers

### Inkomende transfers
| Naam            | Nationaliteit | Vorige club   |
| --------------- | ------------- | ------------- |
| Arnold Mühren   | Nederland     | FC Volendam   |
| Heinz Schilcher | Oostenrijk    | SK Sturm Graz |

### Uitgaande transfers
| Naam            | Nationaliteit | Nieuwe club |
| --------------- | ------------- | ----------- |
| Nico Rijnders   | Nederland     | Club Brugge |
| Velibor Vasović | Joegoslavië   | Gestopt     |
| Ruud Suurendonk | Nederland     | AS Monaco   |

1900—1911 · 1911/12 · 1912—1954 · 1954/55 · 1955/56 · 1956/57 · 1957—1970 · 1970/71 · 1971/72 · 1972—1994 · 1994/95 · 1995—1998 · 1998/99 · 1999/00 · 2000/01 · 2001/02 · 2002/03 · 2003/04 · 2004/05 · 2005/06 · 2006/07 · 2007/08 · 2008/09 · 2009/10 · 2010/11 · 2011/12 · 2012/13 · 2013/14 · 2014/15 · 2015/16 · 2016/17 · 2017/18 · 2018/19 · 2019/20 · 2020/21 · 2021/22 · 2022/23 · 2023/24 · 2024/25
Ajax ·
FC Den Bosch '67 ·
DWS ·
Excelsior ·
Feyenoord ·
Go Ahead Eagles ·
FC Groningen ·
FC Den Haag-ADO ·
MVV ·
NAC ·
N.E.C. ·
PSV ·
Sparta ·
Telstar ·
FC Twente '65 ·
FC Utrecht ·
Vitesse ·
Volendam